# تیاگو منجس
تیاگو هنریکه منجس ریبیرو (پرتغالی: Thiago Henrique Mendes Ribeiro؛ زادهٔ ۱۵ مارس ۱۹۹۲) بازیکن فوتبال اهل برزیل است.
از باشگاه‌هایی که در آن بازی کرده‌است می‌توان به سائو پائولو، لیل و لیون اشاره کرد.